# Bistum Livramento de Nossa Senhora
Das Bistum Livramento de Nossa Senhora (lat.: Dioecesis Liberationis Marianae) ist eine in Brasilien gelegene römisch-katholische Diözese mit Sitz in Livramento de Nossa Senhora im Bundesstaat Bahia. Sein Gebiet umfasst die Gemeinden Abaíra, Barra da Estiva, Boninal, Contendas do Sincorá, Dom Basílio, Érico Cardoso, Ibicoara, Ibipitanga, Ibitiara, Iramaia, Ituaçu, Jussiapé, Livramento de Nossa Senhora, Mucugê, Paramirim, Piatã, Rio de Contas, Rio do Pires und Tanhaçu im Bundesstaat Bahia.

## Geschichte
Das Bistum Livramento de Nossa Senhora wurde am 27. Februar 1967 durch Papst Paul VI. aus Gebietsabtretungen des Bistums Caetité errichtet und dem Erzbistum São Salvador da Bahia als Suffraganbistum unterstellt. Am 15. Januar 2002 wurde das Bistum Livramento de Nossa Senhora dem Erzbistum Vitória da Conquista als Suffraganbistum unterstellt.

## Bischöfe von Livramento de Nossa Senhora
- Hélio Paschoal CSS, 1967–2004
- Armando Bucciol, 2004–2023
- Vicente de Paula Ferreira CSsR, seit 2023